# Baltazaria nigrescens
Baltazaria nigrescens là một loài tò vò trong họ Ichneumonidae.